# Białołęka (Neder-Silezië)
Białołęka is een dorp in het Poolse woiwodschap Neder-Silezië, in het district Głogowski. De plaats maakt deel uit van de gemeente Pęcław.